# کارول ا. مورفی
کارول آ. مرفی (زاده ۱۹۶۲ یا ۱۹۶۳) سیاستمدار آمریکایی از حزب دموکرات است.
پدر مورفی یک سرباز کهنه سرباز ارتش و دریافت کننده نشان ستاره برنزی بود که او به عنوان دلیلی که او در مورد ارزش خدمات آموخته بود می‌داند. از او نقل شده است که می‌گوید: «من مانند همه شما، مصیبت‌ها و مبارزاتی را تجربه کرده‌ام. می‌خواهم در سخت‌ترین زمان‌ها در خط مقدم باشم و برای شما در ترنتون بجنگم.»